# Norma
Norma je navodilo, ki usmerja vedenje v situacijah oz. opredeljuje primerno vedenje v posamezni kulturi. Norme izhajajo iz vrednot (sistemov idej in prepričanj o tem kaj je v določeni družbi zaželeno, pravilno, vredno..) in predstavljajo natančna pravila delovanja v družbi ter odločajo kaj je prav in kaj narobe. Delujejo kot prepovedi (prepovedano kajenje) in zapovedi (vedno zapnemo varnostni pas). Delimo jih na formalne ali uradno določene zapisane ter na neformalne ali dogovorjene.
Norme se uveljavljajo s:
- pozitivnimi (nagrade) sankcijami in
- negativnimi (kazni) sankcijami, ki so:
  - formalne (npr. kazen)
  - neformalne (npr. neodobravanje)

Norme vedno spremljajo tudi sankcije, ki so lahko pozitivne ali negativne, njihov namen pa je da nas usmerjajo v uresničevanje norm.